# Луги (Тверська область)
Луги (рос. Луги) — присілок в Андреапольському районі Тверської області Російської Федерації.
Населення становить 114 осіб. Входить до складу муніципального утворення Андреапольський округ.

## Історія
Від 2006 до 2019 року входило до складу муніципального утворення Луговське сільське поселення.

## Населення
| 1859 | 1989 | 2002 | 2010 |
| ---- | ---- | ---- | ---- |
| 39   | ↗175 | ↘154 | ↘114 |